# Мина (единица измерения)

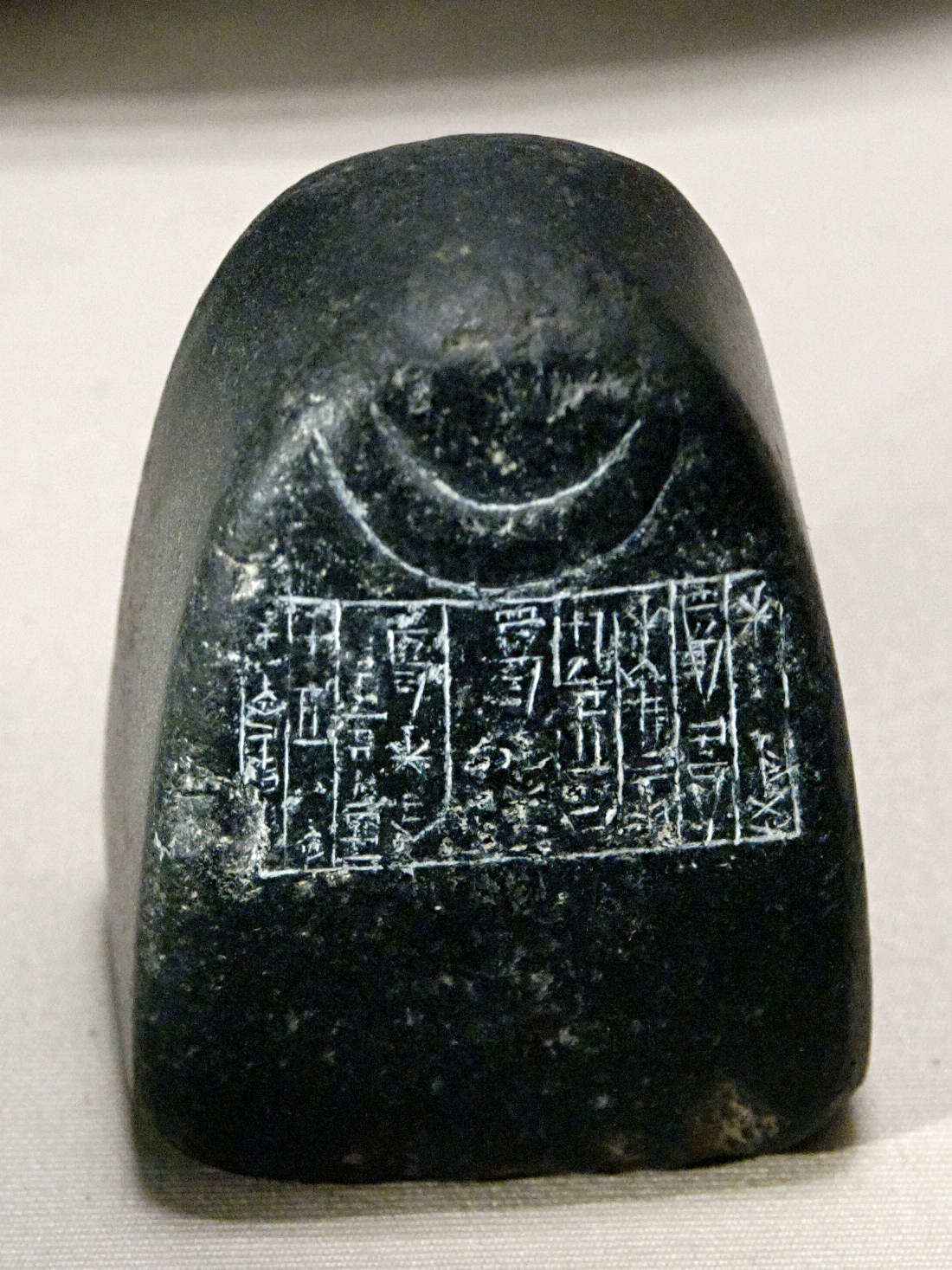
Вес в ½ мины (фактический вес 248 грамм) — гиря стандарта, установленного шумерским царём Шульги. Имеет изображение серпа луны; использовалась в храме бога Нанны в Уре.
Диорит, 6,2×4,5 см, нач. XXI века до н. э. (III династия Ура)

Ми́на (др.-греч. μνᾶ, μνέα, μνᾶς, лат. mina) — мера веса, а также счётно-денежная единица в странах Древнего Ближнего Востока, Древнем Египте и Древней Греции.
Мина — одна из древнейших известных единиц измерения веса, существовала уже в Шумере в III тысячелетии до н. э., унаследована Вавилонией, откуда получила распространение по всему Древнему Ближнему Востоку, в Древнем Египте, позже в Древней Греции. Кроме перечисленных государств была одной из основных весовых и счётно-денежных единиц в Хеттском царстве, Финикии, Ассирии, Иудее.
Название происходит от ассиро-вавилонского «мана» — считать. Весовое значение различалось в разные периоды в разных регионах, обычно в пределах 400—650 грамм, но иногда от 300 грамм до 1 килограмма. В Вавилонии обычная мина весила около 0,5 кг (504 ± 20 грамм), но существовали разные стандарты, в частности — «тяжёлый» («царский») в два раза больше обычного «лёгкого» («народного»). В Древней Греции мина также имела разные значения — от 340 до 650 грамм — наиболее известное значение — 436,6 грамма — аттическая (Афинская) мина классического и эллинистического периодов.
Мина была крупной счётно-денежной единицей в разных государствах, но нигде и никогда не чеканилась в виде монеты.

## Вавилонская мина
Вавилония унаследовала систему мер и весов, как и шестидесятеричную систему счисления, у Шумерской цивилизации. Базовый ряд мер веса был следующий:
1 талант = 60 мин = 3600 сиклей.
Выше приведены наиболее распространённые (библейские, также античные) названия древних единиц, в разных цивилизациях они назывались по-разному, но соотношения между ними в странах Древнего Ближнего Востока сохранялось таким на протяжении нескольких тысячелетий, и, как раз мина, в разных языках имела схожие названия (ma-na, manû и тому подобные). Сикль делился на более мелкие кратные единицы — гиру и другие.

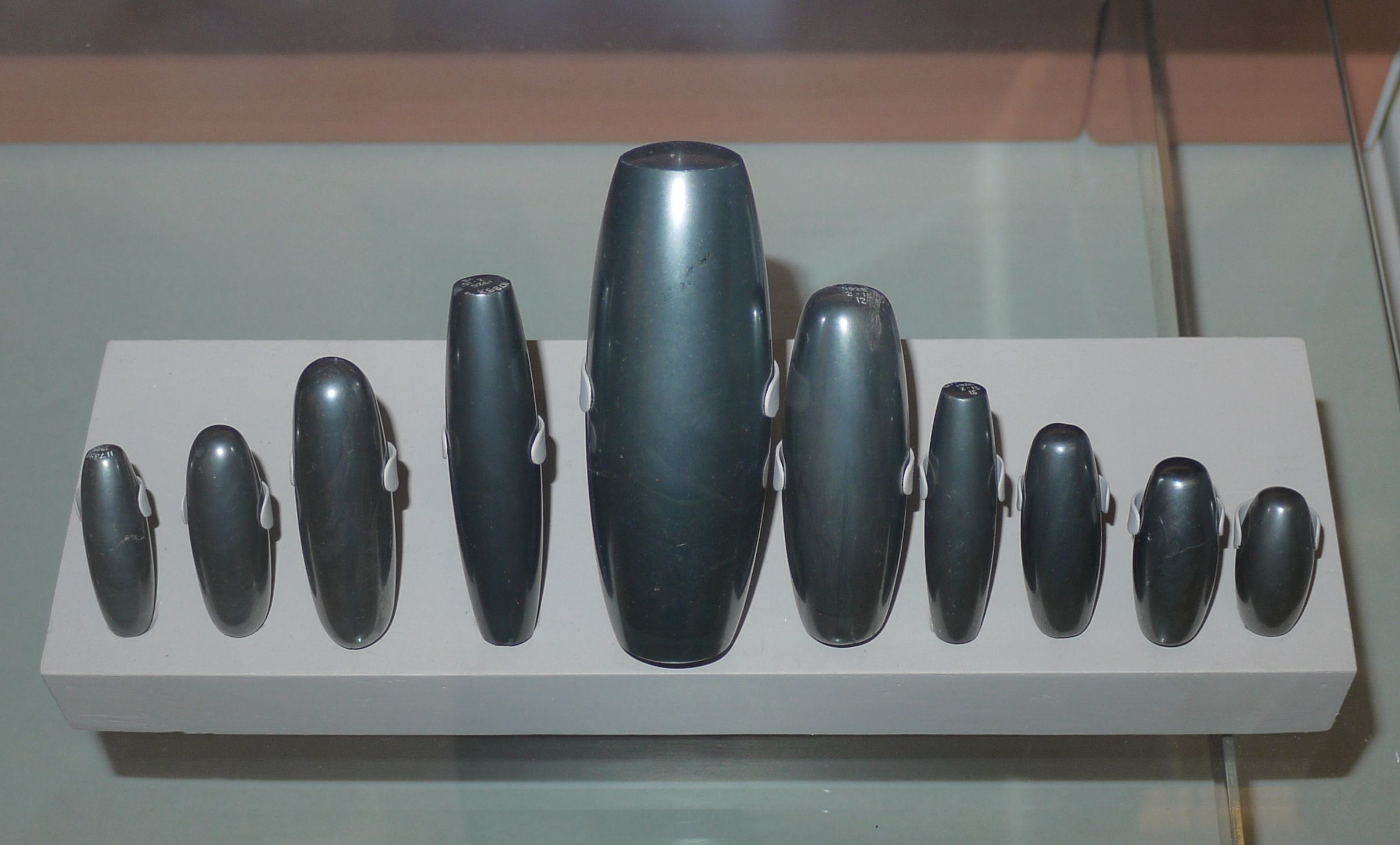
Месопотамские гири весом от 3 сиклей до 1 мины.

В древнем мире не существовало международной системы эталонов мер, эталонами выступали доступные всем и, в рамках небольшой погрешности, единые во всём мире природные эталоны — длина пальца, локтя, стопы и тому подобные, вес вола, утки, зерна ячменя или пшеницы и так далее. Так, за эталон веса базовой единицы — сикля (аккад. šiqlu) — было принято 180 спелых зёрен ячменя (в других источниках — пшеницы).
Надо понимать, что система древних эталонов не была совершенной — погрешности абсолютного значения имели как сами природные эталоны, так и возникали при изготовлении мерных инструментов (гирь и тому подобного) — поэтому не следует ожидать определения точного значения древней единицы измерения (каковыми сейчас являются метр, килограмм и так далее), все они определяются с достаточно большой (по современным меркам) погрешностью. Не говоря о существовании разных стандартов в разных регионах и в разные периоды.
Многочисленные археологические находки древних разновесов (гирь) и современные их исследования позволяют утверждать, что наиболее распространённым весом сикля был ~8,35 грамм — большинство гирек сикля приходятся на вес в 8,3 грамма, чуть меньше на 8,4 грамма, основной диапазон 8—8,9 грамма, редкие разновесы достигают 7,8 и 9,5 грамма. Большинство источников определяет вес сикля того периода в 8,4 грамма, а вес вавилонской мины - в 504 ± 20 грамм.

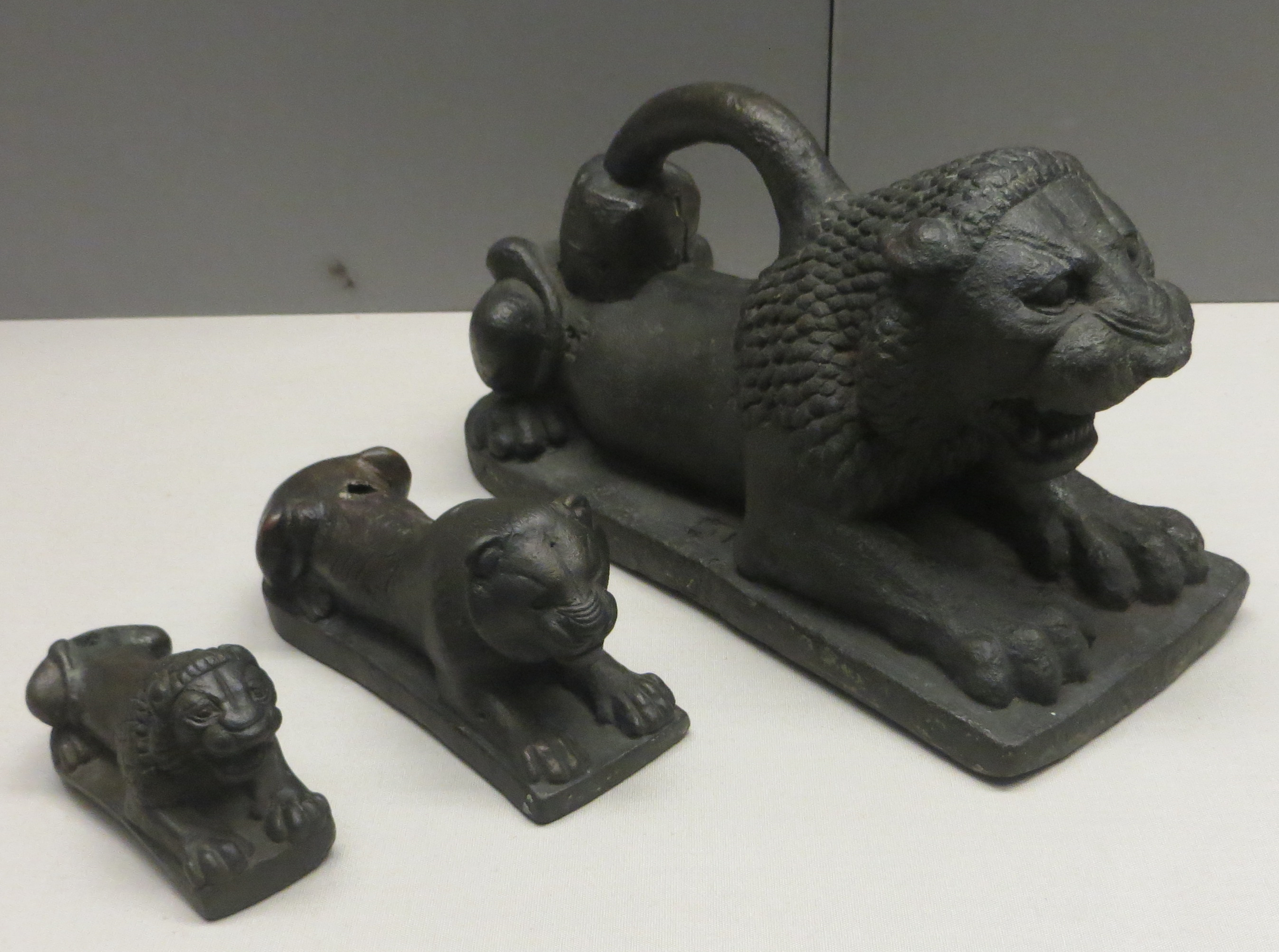
Разновесные гири в виде бронзовых львов. Ассирия, г. Нимруд, VIII век до н. э. Коллекция Британского музея

### Тяжёлая и лёгкая, царская и народная мины
В 1845—51 годах при раскопках Нимруда Остин Лэйард нашёл 16 разновесов в виде бронзовых лежащих львов разных, кратных, размеров и весов, с нанесёнными на них двуязычными надписями — клинописью на Ассирийском диалекте Аккадского языка и на Арамейском языке, который в тот период записывался финикийским письмом. Эти надписи расшифровал Эдвин Норрис, подтвердив, что эти предметы использовались в качестве эталонных мер веса, гирь. Эти разновесы были датированы VIII веком до н. э.
На основании этих разновесов и нанесённых на них надписей был сделан вывод об использовании в тот период «тяжёлого» и «лёгкого» талантов и, соответственно, мины и сикля. Первый стандарт был в два раза тяжелее второго:
1 тяжёлый талант = 60,6 кг; 1 тяжёлая мина = 1010 грамм; 1 тяжёлый сикль = 16,83 грамма;
1 лёгкий талант = 30,3 кг; 1 лёгкая мина = 505 грамм; 1 лёгкий сикль = 8,41 грамма.

## Счётно-денежная единица Малой Азии и Древней Греции

### Системы Малой Азии (VII—V вв. до н. э.) — милетская, самоская, фокейская
С появление в Древнем мире такого узаконенного эталона веса и стоимости как монеты, большую роль начинает играть система счётно-денежных единиц, причём значения их веса уже можно установить с большой точностью (для каждого региона и периода отдельно), так как сохранилось большое количество эталонных весов в виде монет.
Считается, что первые монеты появились в VII веке до н. э. в Лидии и были сделаны из электрума — природного сплава серебра и золота. Тогда сформировалась милетская монетно-весовая система (существовала с VII-го по начало V-го века до н. э.), основу которой составлял электровый или золотой статер по весу равный финикийскому царскому сиклю того периода — 14,55 грамм. В этой системе:
1 милетская тяжёлая мина (VII—V века до н. э., Лидия) = 60 милетских статеров = 873 грамм.
В тот же период существовали монетно-весовые системы, созданные в других городах Малой Азии, — самосская и фокейская (600—525 гг. до н.э). В самосской системе вес статера был равен 8,73 грамм, в фокейской — 8,2 грамм. Некоторые источники упоминают «фокейскую мину» весом в 635 грамм, что, однако, вызывает сомнения, так как этот вес не соответствует кратности (обычно 50, 60 или 100) базовых весовых единиц того региона.

### Персидская система
В правление Крёза (560—546 до н. э.) в Лидии начали чеканить раздельно золотые и серебряные монеты. Из золота чеканили статер весом в 12 вавилонских гиру или около 10,915 грамм (1 гиру ≈ 0,9096 грамм) и монету в 3/4 статера — тригемидрахму весом соответственно в 9 вавилонских гиру или около 8,18625 грамм, а из серебра чеканили драхму равную по весу 6 вавилонским гиру или около 5,4575 грамм. 1 золотая тригемидрахма обменивалась на 20 серебряных драхм, что соответствовало соотношению цен золота и серебра (рацио), равному в тот период 1 к ~13,33 (колебался в пределах от 1:13 до 1:13,5).
Персы, завоевав Лидию в 546 году до н. э., сохранили эти лидийские стандарты, которые и образовали персидскую счётно-денежную систему — золотой дарик равный 20 серебряным сиклям. Однако, из-за изменений рацио от 1:13 до 1:13,5 и разных пересчётов дарики выпускались весом в ~8,186; ~8,4; ~8,6 грамм. Отсюда:
1 золотая персидская мина = 50 дариков = 50 х 8,4 г = 420 грамм,
1 (серебряная) персидская мина = 100 сиклей (100 драхм) по 6 гиру = 100 х ~5.43 грамм = 543,3 грамм.
Исходя из этих стандартов и рацио 1:13, 1 золотая мина (420 грамм) ≈ 10 серебряных мин (по 543,3 грамма).
Известны и другие значения персидской мины:
1 персидская мина = 326 грамм = 60 сиклей (драхм) по 6 гиру = 60 х 5,433 грамм. Стандарт мины, исходя из более архаичной шестидесятиричной системы счисления.
1 персидская мина = 652 грамм — двойная (2 х 326 грамм) «тяжёлая» мина.
При этом 1 персидский талант был равен 32,6 кг, но он мог делиться на разное количества мин в зависимости от стандарта её веса — на 50 (по 652 грамма), 60 (по 543,3 грамм) или 100 (по 326 грамм) мин. 1 персидский золотой талант = 60 золотых мин = 60 × 420 грамм = 25,2 кг.

### Эгинская система
На территории Эллады счётно-денежную систему на основе вавилонских и финикийских весовых стандартов ввёл аргосский тиран Фидон (иногда также Федон или Фейдон) в середине VII века до н. э. Этот стандарт получил также название «федоновы меры»:
1 талант = 60 мин = 6000 драхм = 36000 оболов.
Эгинская драхма весила около 6 грамм. 1 эгинская мина по разным источникам содержала от 600 до 630 грамм.
Иногда этот стандарт называют миной архаического периода и приравнивают к 600 граммам — в отличие от мины классического и эллинистического периодов (также «эвбейская», «аттическая» или «афинская» мина), которую принято считать равной 436,6 грамм.
Иногда эгинскую систему называют также дорийской (по языковой общности жителей Арголиды (и всей юго-западной части Пелопоннеса) и острова Эгины).

### Эвбейская (аттическая) система
В 594 году до н. э. афинский архонт Солон провёл ряд значимых реформ, в том числе денежную реформу — он ввёл новую мину равную 70 (по другим источникам 73) эгинским драхмам (при этом 1 эгинская мина, как и везде, делилась на 100 эгинских драхм), которая равнялась ста новым эвбейским драхмам. То есть фактические Солон сделал и мину и драхму на 30 % дешевле (и легче) распространённых тогда эгинских мины и драхмы.
1 эвбейская (аттическая) мина = 100 эвбейских (аттических) драхм = 436,6 грамм.
Из Афин, полиса в Аттике, эта система получила распространение на Сицилии, в частности в городе Сиракузах, на африканском побережье, на севере Греции. Со времён Александра Македонского (336—323 годы до н. э.) эвбейская, тогда уже — аттическая, система, заняла господствующее положение в Античном мире.
В аттической (ранее — эвбейской) монетной системе:
1 мина = 25 тетрадрахм = 50 дидрахм = 100 драхм = 150 тетроболов = 200 триоболов = 300 диоболов = 600 оболов = 1200 полуоболов = 2400 дихалков = 4800 халков = 33600 лепт = 436,6 грамм.
1 талант = 60 мин = 26,196 кг.
Некоторые источники упоминают 1 талант = 25,5 кг = 60 минам; 1 мина = 425 грамм; 1 драхма = 4,25 грамм. Археологические находки подтверждают существование монет и гирь такого весового стандарта.
Иногда эвбейскую систему называют также ионийской (по языковой общности жителей острова Эвбеи)

### Другие системы
Существовали также коринфская, хиосская, абдерская, ахейская, кампанская, керкирская, ликийская и другие счётно-денежные системы с разными стандартами веса одной драхмы, а значит и мины.
- В Египте:
  - мина = 850 г[10]
  - большая птолемеевская мина = 491 г[10]
  - малая птолемеевская мина = 341 г[10]

- Индийская серебряная мина = 560 г[10]

Античные гирьки в виде свинцовых или каменных квадратных пластин весом в 1 мину:

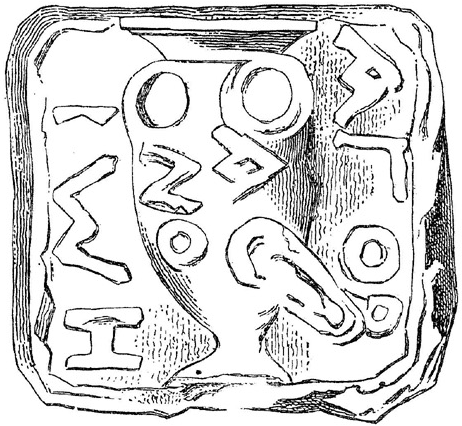
Афинская (аттическая) мина
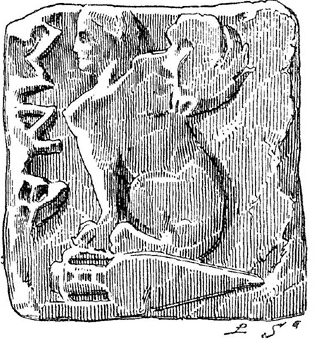
Хиосская мина
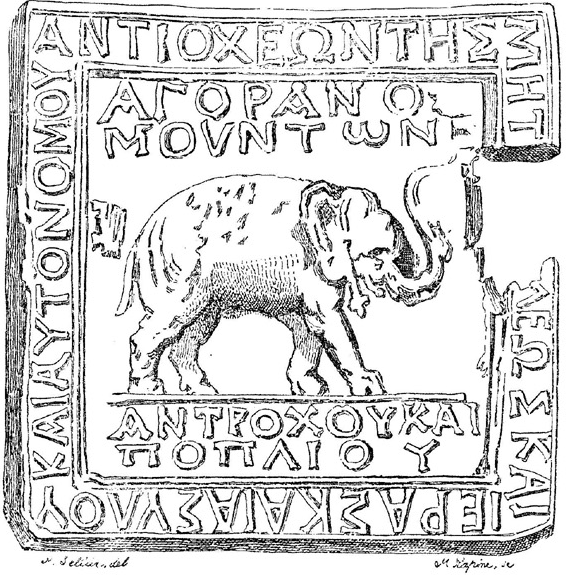
Мина из Антиохии (Древняя Сирия), II—I век до н. э. 492 гр, 93 х 87 мм
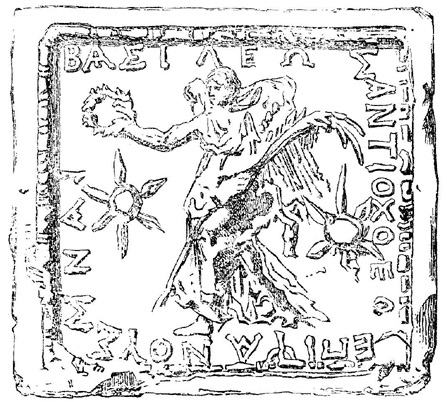
Мина Антиоха IV (Древняя Сирия), 175—164 годы до н.э.

## Древнеримская мина
1 центумподий = 60 минам = 100 подиям = 32,6 кг (см. персидский талант)
1 мина = 2/3 подия = 543,3 грамм (см. персидская мина)
1 подий (либра) = 12 унций = 326 грамм.

## Библейская мина
Мина (также «мане», «минах», ивр. מנה‎) — одна из наиболее распространённых (наряду с талантом и сиклем) древнееврейских весовых и счётно-денежно единиц.
Мина упоминается в «Книге пророка Иезекииля» (ок. 571 год до н. э.) в проекте будущего еврейского царства.
В добиблейский период, задолго до поселения евреев в Палестине, на всём цивилизованном Ближнем Востоке использовался вавилонский счёт — в частности Тель-Эль-Амарнские письма (XIV век до н. э.) свидетельствуют, что дань, выплачиваемая египетскому фараону палестинскими (Ханаанскими) правителями, велась по вавилонскому счету:
1 талант = 60 мин = 3600 сиклей (шестидесятеричная система счисления).
Однако, в Библии есть указания на то, что 1 талант = 3000 сиклям (шекелям), из чего принято считать, что позднее, в библейский период, 1 мина равнялась 50 сиклям:
1 талант = 60 мин = 3000 сиклей (1 мина = 50 сиклей).
Другие источники приводят другой вариант — мина равна 60 сиклям, но 1 талант состоит из 50 мин:
1 талант = 50 мин = 3000 сиклей (1 мина = 60 сиклей).
Возможно, эти изменения произошли под влиянием египетской десятичной (непозиционной) системы счисления.